# Port Royal Island
Port Royal Island est une île des États-Unis en Caroline du Sud, une des Sea Islands dans le comté de Beaufort.

## Géographie
Elle s'étend sur plus de 19 km de longueur pour une largeur d'environ 7 km. Ile la plus peuplée du nord du comté de Beaufort, elle comprend les villes de Beaufort et de Port Royal ainsi que quelques communautés non incorporées, la Marine Corps Air Station Beaufort et l'United States Naval Hospital Beaufort (en). Elle est reliée à Lady's Island (en) par la route 21 via le Richard V. Woods Memorial Bridge depuis 1959.

## Histoire

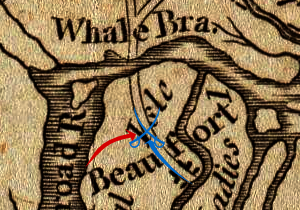
Bataille de Beaufort

Elle tient son nom de Port Royal Sound (en), important port colonial du XVIe au XVIIIe siècle. 
Les Espagnols tentent de s'y installer vers 1520 et la nomment Santa Elena en rapport à l'île proche de Sainte-Hélène. En 1562, le chef de l'établissement de Charlesfort, Jean Ribault, la nomme Port Royal, nom finalement adopté par les Britanniques lors de la fondation de la colonie en 1670.
En 1779, y a lieu la bataille de Beaufort (Battle of Beaufort (en)) entre les forces américaines et britanniques, que les Américains remportent. En 1861, elle est le théâtre de la bataille de Port Royal lors de la Guerre de Sécession, gagnée par l'Union. 